# GATAD2B
Yếu tố ức chế phiên mã p66-beta (tiếng Anh: Transcriptional repressor p66-beta) là protein ở người được mã hóa bởi gen GATAD2B.

## Tương tác
GATAD2B có khả năng tương tác với Methyl-CpG-binding domain protein 2, MBD3, RBBP7 và RBBP4.